# Neolentinus papuanus
Neolentinus papuanus är en svampart som först beskrevs av Hongo, och fick sitt nu gällande namn av Redhead & Ginns 1985. Neolentinus papuanus ingår i släktet Neolentinus och familjen Polyporaceae.   Inga underarter finns listade i Catalogue of Life.